# Hurricanes (rugby)

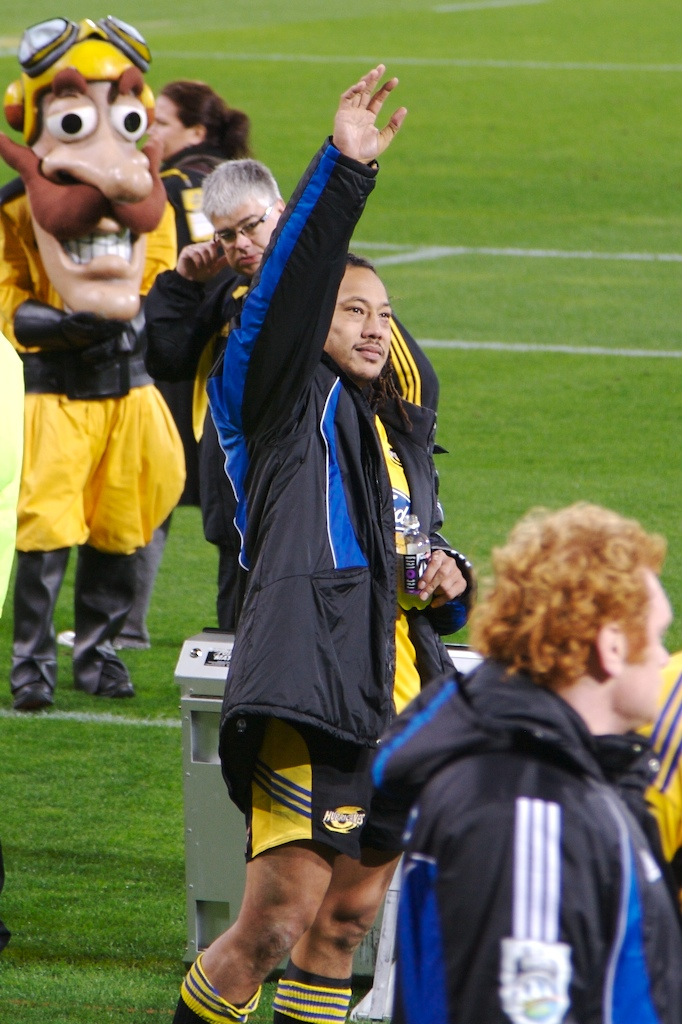
Tana Umaga, jugador de los Hurricanes (centro), y el Capitán Hurricane, mascota del equipo (izquierda)

Hurricanes, en español Huracanes, es un equipo profesional de rugby ubicado en la ciudad de Wellington, en Nueva Zelanda. Juega desde 1996 en el Super Rugby, el campeonato de selecciones provinciales del hemisferio sur, donde representa a la región sur de la Isla Norte.
El equipo fue semifinalista en siete temporadas: 1997, 2003, 2005, 2006, 2008, 2009 y 2015 y llegó a la final en 2006 y 2015.
En el año 2016, obtiene su primer campeonato derrotando en la final a los Lions Sudafricanos.
Desde 2000, los Hurricanes juegan la mayoría de sus partidos en el Estadio Westpac, aunque también visita la Arena Manawatu y McLean Park; anteriormente usaron el Parque Atlético. Utiliza camiseta amarilla y pantalón negro, los mismos que los Wellington Lions de la National Provincial Championship, de donde provienen la mayoría de sus jugadores.
Algunos de los jugadores más destacados en la historia de los Hurricanes han sido Christian Cullen, Hosea Gear, Cory Jane, David Holwell, Jonah Lomu, Ma'a Nonu, Conrad Smith, Rodney So'oialo, Tana Umaga, Piri Weepu y Ardie Savea.

## Palmarés

### Equipo masculino
Super Rugby
- Campeón (1): 2016
- Subcampeón (2): 2006 y 2015.

- Grupo Australasia (1): 2016
- Conferencia Nueva Zelanda (2): 2015 y 2016.

### Equipo femenino
- Subcampeón Super Rugby Aupiki (1): 2022